# قلعه مسلمانان گرسک
قلعه مسلمانان گرسک مربوط به دوره سلجوقیان است و در شهرستان درمیان، روستای گرسک واقع شده و این اثر در تاریخ ۷ مرداد ۱۳۸۲ با شمارهٔ ثبت ۹۳۰۹ به‌عنوان یکی از آثار ملی ایران به ثبت رسیده است.